# Циркульный корпус
«Циркульный корпус» одесской Городской клинической инфекционной больницы — каменное двухэтажное подковообразное в плане здание в Одессе по адресу улица Пастера, 5. Комплекс в стиле классицизм сооружен в 1807—1827 годах по проекту архитекторов Тома де Томона, Джованни Фраполли и Егора Ферстера.

## История
Здание первоначально запроектировано архитектором Тома де Томоном в классическом стиле как военный госпиталь. Однако в связи с нехваткой средств и передачей из военного ведомства в ведение Городской думы проект был изменён архитекторами Джованни Фраполли и Егором Ферстером.
Первоначально построен центральный корпус с портиком дорического ордера — работы были завершены в 1807 году. Боковые галереи, которые образовали вместе с центральным корпусом анфиладу, сооружены в 1821 и 1827 годах.
Циркульный корпус планировался как госпиталь для военно-морских офицеров на 30 коек, позже стал карантинной больницей одесского порта, а ещё позже — Первой городской больницей. В правом крыле была церковь Рождества Христова (в честь неё назван был переулок Рождественский — теперь Сеченова). Церковь реконструирована, является соборным храмом для Одесско-Балтской епископии Украинской православной церкви Киевского патриархата.
С 1826 по 1828 год была построена в один этаж анфиладная система Циркульного корпуса в стиле русского ампира, спроектированная Джованни (Иваном) Фраполли, братом знаменитого одесского зодчего Франца Фраполли. В 1846—1848 годах достроен второй этаж.
В Циркульном корпусе в 1856—1858 работал хирург и учёный Николай Пирогов, в 1859—1870 — хирург Николай Склифосовский.
Начиная с XIX века идет дискуссия о модернизации и расширении площадей больницы — в частности, в 1884 году указывалось, что потолки слишком высоки (8 м), пол близок к земле — и через окна проникают в больницу лягушки и коты, умывальников нет.
Последний капитальный ремонт больницы был выполнен в 1917 году. В конце 1990-х было принято решение о поэтапной реконструкции Первой городской инфекционной больницы, к которой относится здание Циркульного корпуса.